# Náměstí svobody (Bratislava)

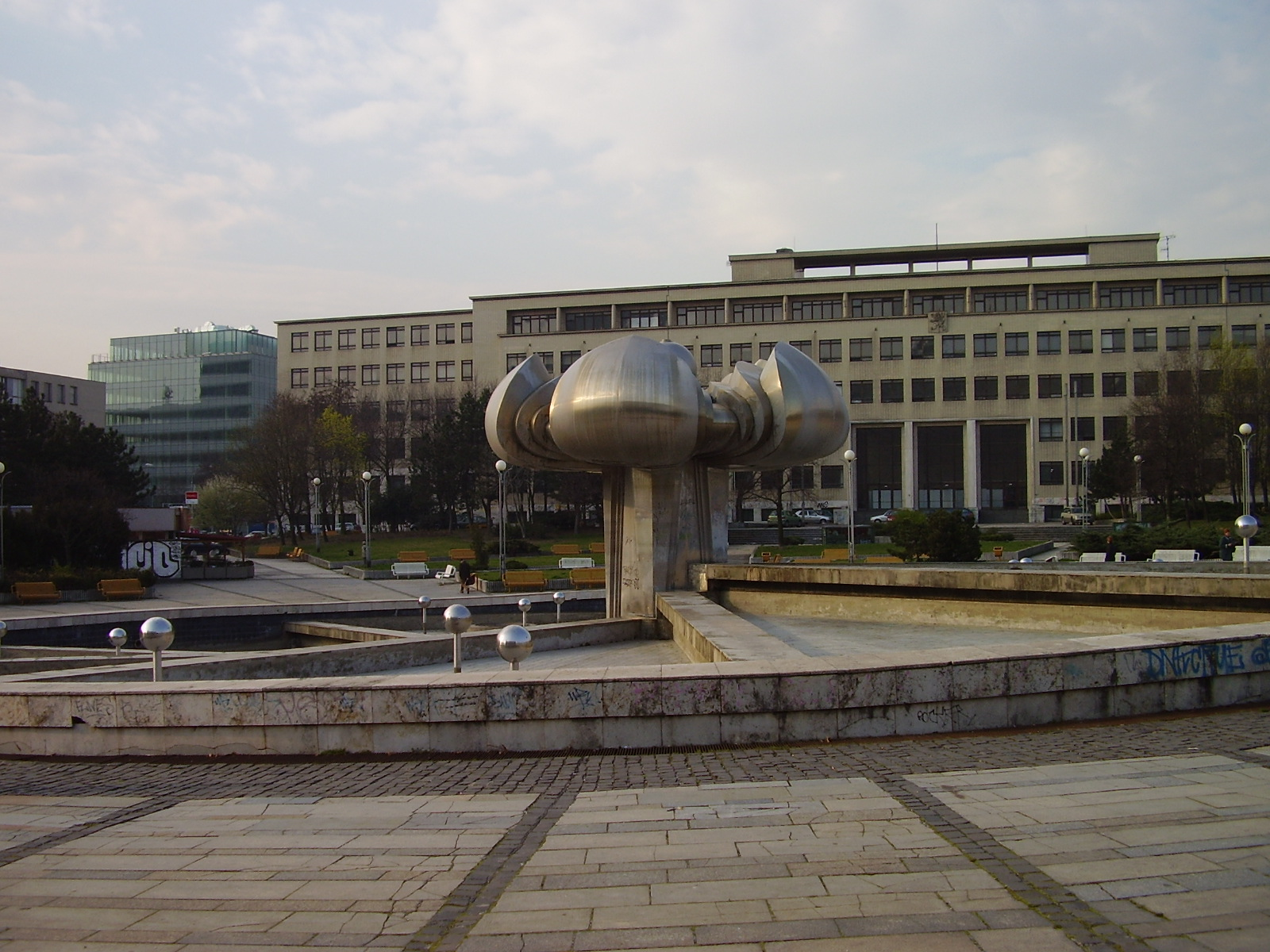
Fontána Družba (2007)

Náměstí svobody (slovensky Námestie slobody, v letech 1933–1950 a 1990–1991 se název psal podle starých pravidel pravopisu: náměstí Svobody), je jedno z nejznámějších a největších náměstí v Bratislavě. Nachází se v městské části Staré Město a má rozměry přibližně 200×200 metrů.

## Historie a současnost
Ve středověku se na místě současného náměstí nacházely vinice. Náměstí vzniklo pravděpodobně v 17. století, kdy zde byl postaven letní arcibiskupský palác, který v současnosti slouží jako Úřad vlády Slovenské republiky. Náměstí bylo později upraveno jako trávník, který byl rozdělen stromořadím. Stromořadí se nazývalo Knížecí nebo Fürstenallee a Hercegfasor. Z výrazu Fürstenallee vzniklo slovo Firšnál.
Ve 40. a 50. letech 20. století zde byl postaven Poštovní palác a budovy Slovenské technické univerzity, čímž se náměstí ze všech stran uzavřelo. Během socialismu se náměstí jmenovalo Gottwaldovo náměstí na počest prvního československého prezidenta Klementa Gottwalda, který měl od roku 1980 v jednom z rohů náměstí pomník se svou družinou (slavnostní odhalení proběhlo 13. listopadu 1980). Práce na tomto sousoší započaly v roce 1975 a na jeho vzniku se spolupodílel akademický sochař Tibor Bártfay; na náměstí stálo až do roku 1990, kdy bylo částečně rozebráno (odřezání hlav a jejich následné uložení v depozitech Galerie města Bratislavy), a zbytek památníku byl následně odstřelen.
Od roku 1980 se zde rovněž nachází největší fontána v Bratislavě, Družba; od roku 2007 je fontána mimo provoz a v současnosti (2018–2019) probíhá její kompletní rekonstrukce a částečná přestavba.
Toto náměstí bylo jedním z prvních, které bylo po roce 1989 přejmenováno. V současnosti slouží k příležitostným koncertům a kulturním akcím, někdy jako místo demonstrací a stávek.